# Camino (Hermandad de Campoo de Suso)
Camino es una localidad del municipio de la Hermandad de Campoo de Suso, de 45 habitantes en 2012. Está a 1090 m s. n. m. y dista 7 kilómetros de la capital municipal.

## Paisaje y naturaleza
Camino es, con sus 1.090 metros de altitud, el pueblo más alto de Campoo de Suso. Su caserío se desparrama por la falda del Ropero (1.491 m.) y se ve bien protegido por una sucesión de montes de perfiles redondeados como el Cueto Camino, la Piedra del Toro, el Otero o las Peñas del Abrejón. Ascendiendo por la pista que parte la paralela al arroyo de la Gorgolla o bien por el alto de Las Cruces que comunica con Argüeso, se accede a los pastizales de altura de Fuentes, situados en el parque natural Saja-Besaya, unos de los ecosistemas más relevantes de Cantabria.

## Patrimonio histórico
La iglesia de San Miguel es una construcción del siglo XVI, que presenta planta cuadrada, con pilar central sobre el que descansan cuatro arcos que delimitan otros tantos tramos de nave. El estilo es muy desornamentado, como ocurre en otras iglesias cercanas construidas en la misma época (casi de La Miña o Fontecha), limitándose lo decorativo a la sencilla espadaña y a un delicioso reloj de sol sobre el alero de la esquina sur de la cabecera. En algunas casas todavía se conserva la costumbre de pintar con colores llamativos la carpintería de puertas, ventanas y miradores, una ingeniosa solución popular para animar la frialdad de los muros de las fachadas.
- Datos: Q5742267